# The Best of Depeche Mode - volume 1
The Best of Depeche Mode (volume 1) este primul album Best Of al trupei Depeche Mode. Este un album tip compilație, deoarece conține hituri mai vechi ale formației și o singură piesă nouă "Martyr".

## Ediții și conținut

### Ediția originală (pe CD)
Ediție comercială în Marea Britanie
- cat.# CD MUTE L15 (album pe CD, lansat de Mute)

Ediție promoțională în Marea Britanie
- cat.# ACD MUTE L15 (album promoțional pe CD, lansat de Mute în avans)

Ediție comercială în SUA
- cat.# 44256-2 (album pe CD, lansat de Reprise)

Ediție comercială în Japonia
- cat.# TOCP-66627 (album pe CD, lansat de Toshiba - EMI)

1. "Personal Jesus" (Single Version) - 1989
2. "Just Can't Get Enough" (Album Version) - 1981
3. "Everything Counts" (Single Version) - 1983
4. "Enjoy the Silence" (Single Version) - 1990
5. "Shake the Disease" (Single Version) - 1985
6. "See You" (Single Version) - 1982
7. "It's No Good" (Album Version) - 1997
8. "Strangelove" (Single Version) - 1987
9. "Suffer Well" (Album Version) - 2005
10. "Dream On" (Single Version) - 2001
11. "People are People" (Album Version) - 1984
12. "Martyr" (Single Version) - 2006
13. "Walking In My Shoes" (Single Version) - 1993
14. "I Feel You" (Album Version) - 1993
15. "Precious" (Album Version) - 2005
16. "Master and Servant" (Album Version) - 1984
17. "New Life" (Album Version) - 1981
18. "Never Let Me Down Again" (Single Version) - 1987

### Ediția originală pe triplu vinil (3x12")
Ediție comercială în Marea Britanie
- cat.# MUTE L15 (album pe trei viniluri de 12", lansat de Mute) - lansat la 12 februarie 2007

Piesele sunt aranjate în exact aceeași ordine ca pe ediția lansată pe CD, numai că, pentru a încăpea pe discuri, au fost împărțite în trei părți.
disc 1:
1. "Personal Jesus" (Single Version) - 1989
2. "Just Can't Get Enough" (Album Version) - 1981
3. "Everything Counts" (Single Version) - 1983
4. "Enjoy the Silence" (Single Version) - 1990
5. "Shake the Disease" (Single Version) - 1985
6. "See You" (Single Version) - 1982

disc 2:
1. "It's No Good" (Album Version) - 1997
2. "Strangelove" (Single Version) - 1987
3. "Suffer Well" (Album Version) - 2005
4. "Dream On" (Single Version) - 2001
5. "People are People" (Album Version) - 1984
6. "Martyr" (Single Version) - 2006

disc 3:
1. "Walking In My Shoes" (Single Version) - 1993
2. "I Feel You" (Album Version) - 1993
3. "Precious" (Album Version) - 2005
4. "Master and Servant" (Album Version) - 1984
5. "New Life" (Album Version) - 1981
6. "Never Let Me Down Again" (Single Version) - 1987

### Ediția digitală deluxe (mp3)
Varianta digitală a albumului, disponibilă pe iTunes, conține toate piesele de pe varianta originală și în plus o serie de remixuri. Dintre aceste remixuri, unul poate fi găsit pe suport de CD (este vorba despre "Never let me down again" - Digitalism Remix, care se află pe single-ul "Martyr"), iar restul de patru sunt disponibile numai pe vinil ("Never let me down again" - Digitalism remix, "Personal Jesus" - Boys Noize Rework, "Everything Counts" - Oliver Huntemann & Stephan Bodzin Dub and "People are People" - Underground Resistance Remix, tot pe single-ul "Martyr").
Ediția originală pe suport digital (mp3)
- fără cat.# - (album în format mp3, lansat de Mute spre a fi downloadat)

1. "Personal Jesus" (Single Version) - 1989
2. "Just Can't Get Enough" (Album Version) - 1981
3. "Everything Counts" (Single Version) - 1983
4. "Enjoy the Silence" (Single Version) - 1990
5. "Shake the Disease" (Single Version) - 1985
6. "See You" (Single Version) - 1982
7. "It's No Good" (Album Version) - 1997
8. "Strangelove" (Single Version) - 1987
9. "Suffer Well" (Album Version) - 2005
10. "Dream On" (Single Version) - 2001
11. "People are People" (Album Version) - 1984
12. "Martyr" (Single Version) - 2006
13. "Walking In My Shoes" (Single Version) - 1993
14. "I Feel You" (Album Version) - 1993
15. "Precious" (Album Version) - 2005
16. "Master and Servant" (Album Version) - 1984
17. "New Life" (Album Version) - 1981
18. "Never Let Me Down Again" (Single Version) - 1987
19. "Personal Jesus" (Boyz Noise Rework) - 2006
20. "Never Let Me Down Again" (Digitalism Remix) - 2006
21. "Everything Counts" (Oliver Huntemann & Stephan Bodzin Dub) - 2006
22. "People Are People" (Underground Resistance Remix) - 2006
23. "Personal Jesus" (Heartthrob Rework 2) - 2006

### Ediția limitată cu DVD bonus (CD+DVD)
Această ediție este cea completă, cu excepția remixurilor de pe ediția digitală. Conține piesele de pe CD pe primul disc (tot un CD, nu pe SACD, ca la ediția limitată a albumului anterior "Playing the angel", sau ca la seria deluxe a albumelor remasterizate) și o selecție de videoclipuri pe al doilea disc (DVD). În afară de clipuri, pe al doilea disc de află și un documentar, care este și Electronic Press Kit-ul albumului. DVD-ul este disponbil comercial și separat. Așadar, ediția de față este cea completă deoarece conține CD-ul și DVD-ul ce sunt disponibile comercial și separat, iar aici ele sunt însumate. Ca un fapt divers, pe DVD nu se află videoclipul piesei noi, lansate ca single de pe acest album și anume "Martyr". Totuși, clipul este disponibil comercial pe partea de DVD a single-ului.
Videoclipurile marcate cu * sunt la prima apariție pe DVD. Cele de la începutul DVD-ului, mai sunt diponibile comercial doar pe VHS-ul "Some great videos" din 1985, sau reeditarea lui din 1998, intitulată "The videos 81-85". Videoclipurile de la final, nu au fost disponibile comercial. Piesele din mijloc se regăsesc pe albumul video "The videos 86-98" și pe reeditarea lui "The videos 86-98+". Ultimele două videoclipuri se mai găsesc pe părțile de pe DVD ale single-urilor respective.
Ediție comercială în Marea Britanie
- cat.# LCD MUTE L15 (album pe CD+DVD, lansat de Mute în ediție limitată)

Ediție comercială în SUA
- cat.# 44256-2 (album pe CD+DVD, lansat de Reprise)

CD:
1. "Personal Jesus" (Single Version) - 1989
2. "Just Can't Get Enough" (Album Version) - 1981
3. "Everything Counts" (Single Version) - 1983
4. "Enjoy the Silence" (Single Version) - 1990
5. "Shake the Disease" (Single Version) - 1985
6. "See You" (Single Version) - 1982
7. "It's No Good" (Album Version) - 1997
8. "Strangelove" (Single Version) - 1987
9. "Suffer Well" (Album Version) - 2005
10. "Dream On" (Single Version) - 2001
11. "People are People" (Album Version) - 1984
12. "Martyr" (Single Version) - 2006
13. "Walking In My Shoes" (Single Version) - 1993
14. "I Feel You" (Album Version) - 1993
15. "Precious" (Album Version) - 2005
16. "Master and Servant" (Album Version) - 1984
17. "New Life" (Album Version) - 1981
18. "Never Let Me Down Again" (Single Version) - 1987

DVD:
1. "Just Can't Get Enough" (video) - regizor Clive Richardson*
2. "Everything Counts" (video) - regizor Clive Richardson*
3. "People Are People" (video) - regizor Clive Richardson*
4. "Master And Servant" (video) - regizor Clive Richardson*
5. "Shake The Disease" (video) - regizor Peter Care*
6. "Stripped" (video) - regizor Peter Care
7. "A Question Of Time" (video) - regizor Anton Corbijn
8. "Strangelove" (video) - regizor Anton Corbijn
9. "Never Let Me Down Again" (video) - regizor Anton Corbijn
10. "Behind The Wheel" (video) - regizor Anton Corbijn
11. "Personal Jesus" (video) - regizor Anton Corbijn
12. "Enjoy The Silence" (video) - regizor Anton Corbijn
13. "I Feel You" (video) - regizor Anton Corbijn
14. "Walking In My Shoes" (video) - regizor Anton Corbijn
15. "Barrel Of A Gun" (video) - regizor Anton Corbijn
16. "It's No Good" (video) - regizor Anton Corbijn
17. "Only When I Lose Myself" (video) - regizor Brian Griffin
18. "Dream On" (video) - regizor Stephane Sednaoui*
19. "I Feel Loved" (video) - regizor John Hillcoat*
20. "Enjoy The Silence 04" (video) - regizor Uwe Flade*
21. "Precious" (video) - regizor Uwe Flade
22. "Suffer Well" (video) - regizor Anton Corbijn
23. "Electronic Press Kit" - "The Best of, volume 1"

### Ediția video (DVD)
Pentru cei care nu sunt interesați de partea audio și doresc doar să vadă videoclipurile, Mute a lansat un DVD ce are exact același conținut cu DVD-ul inclus în pachetul CD+DVD, ce constituie ediția limitată, cu excepția documentarului. Uneori, această ediție este considerată în mod eronat un album video de sine stătător, când în fapt nu este așa, ea fiind o ediție a albumului.
Pentru detalii suplimentare, consultați ediția completă (CD+DVD) de mai sus.
Ediție comercială în Marea Britanie
- cat.# DVD MUTE L15 (album pe DVD ce conține numai videoclipuri, lansat de Mute, variantă a albumului)

1. "Just Can't Get Enough" (video) - regizor Clive Richardson*
2. "Everything Counts" (video) - regizor Clive Richardson*
3. "People Are People" (video) - regizor Clive Richardson*
4. "Master And Servant" (video) - regizor Clive Richardson*
5. "Shake The Disease" (video) - regizor Peter Care*
6. "Stripped" (video) - regizor Peter Care
7. "A Question Of Time" (video) - regizor Anton Corbijn
8. "Strangelove" (video) - regizor Anton Corbijn
9. "Never Let Me Down Again" (video) - regizor Anton Corbijn
10. "Behind The Wheel" (video) - regizor Anton Corbijn
11. "Personal Jesus" (video) - regizor Anton Corbijn
12. "Enjoy The Silence" (video) - regizor Anton Corbijn
13. "I Feel You" (video) - regizor Anton Corbijn
14. "Walking In My Shoes" (video) - regizor Anton Corbijn
15. "Barrel Of A Gun" (video) - regizor Anton Corbijn
16. "It's No Good" (video) - regizor Anton Corbijn
17. "Only When I Lose Myself" (video) - regizor Brian Griffin
18. "Dream On" (video) - regizor Stephane Sednaoui*
19. "I Feel Loved" (video) - regizor John Hillcoat*
20. "Enjoy The Silence 04" (video) - regizor Uwe Flade*
21. "Precious" (video) - regizor Uwe Flade
22. "Suffer Well" (video) - regizor Anton Corbijn

### Discul de interviu
În afară de edițiile comerciale (CD, CD+DVD, DVD, triplu vinil sau mp3), în Marea Britanie, Mute Records a lansat un disc de interviu, cu caracter, bineînțeles, promoțional. Cuprinde 31 de întrebări și răspunsurile lor, oferite de membrii formației.
Ediție promoțională în Marea Britanie
- cat.# DM Int 06CD (disc de interviu pe CD, lansat promoțional de Mute)

1. Interview with Depeche Mode

### Remixuri promoționale
În Marea Britanie, există un CD cu caracter promoțional ce cuprinde toate remixurile noi ce apar atât pe ediția digitală deluxe a albumului, cât și pe single-ul "Martyr". Acest CD se numește "The best of Remixes".
Ediție promoțională în Marea Britanie
- cat.# PLCD BONG 39 (album promoțional de remixuri pe CD, lansat de Mute)

1. "Personal Jesus" (Boyz Noize Rework) - 6:53
2. "Never Let Me Down Again" (Digitalism Remix) - 4:36
3. "Everything Counts" (Oliver Huntemann & Stephan Bodzin Dub) - 6:52
4. "People Are People" (Underground Resistance Remix) - 7:20
5. "Everything Counts" (Troy Pierce Unofficial Business Mix) - 5:58
6. "Personal Jesus" (Hearthrob Rework 2) - 5:13
7. "The Sinner In Me" (Ricardo Villalobos Conclave Remix) - 12:59
8. "Personal Jesus" (Timo Maas Remix) - 7:50

## Single

### În Marea Britanie
1. "Martyr" (30 octombrie 2006)